# Nealchornea stipitata
Nealchornea stipitata là một loài thực vật có hoa trong họ Đại kích. Loài này được Bruno Wallnöfer mô tả khoa học đầu tiên năm 1991. Loài cây gỗ này là bản địa bang Amazonas ở Brasil.